# Torneo di Wimbledon 1973
Il Torneo di Wimbledon 1973 è stata la 87ª edizione del Torneo di Wimbledon e terza prova stagionale dello Slam per il 1973. Si è giocato sui campi in erba dell'All England Lawn Tennis and Croquet Club di Wimbledon a Londra, in Gran Bretagna, dal 25 giugno all'8 luglio 1973.

## La squalifica di Pilic e il boicottaggio dell'ATP
A maggio del 1973 Nikola Pilić, il miglior giocatore della Jugoslavia e numero uno della classifica nazionale, venne sospeso dalla sua federazione per avere rifiutato la convocazione nella squadra nazionale di Coppa Davis che avrebbe dovuto affrontare la Nuova Zelanda. La sospensione di nove mesi, inizialmente appoggiata dalla International Lawn Tennis Federation, fu ridotta dalla stessa federazione internazionale a un solo mese, impedendo comunque al tennista di partecipare al torneo di Wimbledon.
La Association of Tennis Professionals era stata costituita di recente e decise di supportare il giocatore stabilendo che i suoi affiliati non dovessero partecipare al torneo londinese in caso di assenza di Pilić. La federazione non cambiò idea e come conseguenza 81 giocatori, tra cui il campione in carica Stan Smith, boicottarono l'evento. Tra i partecipanti al boicottaggio c'erano dodici delle sedici teste di serie e il tabellone venne riempito con un numero senza precedenti di qualificati e lucky loser.
Tre giocatori iscritti all'ATP (Ilie Năstase, Roger Taylor e Ray Keldie) tuttavia non aderirono al boicottaggio e furono multati dal comitato disciplinare dell'associazione. Năstase in seguito si oppose a questa decisione e tentò di fare ricorso, con la motivazione che essendo lui formalmente un ufficiale dell'esercito rumeno in quel momento non poteva rifiutarsi di giocare in quanto obbligato a ubbidire agli ordini dei suoi superiori e del suo governo; la sua giustificazione comunque non venne accettata. Năstase venne eliminato da Sandy Mayer negli ottavi di finale e la stampa all'epoca speculò che la sua sconfitta inaspettata fosse stata intenzionale, come forma di adesione al boicottaggio. Nei turni precedenti Năstase infatti aveva affrontato giocatori qualificati con una posizione in classifica troppo bassa per non dare nell'occhio in caso di sconfitta. Il diretto interessato non ha mai commentato queste speculazioni.

## Risultati

### Singolare maschile
Jan Kodeš ha battuto in finale  Aleksandre Met'reveli con il punteggio di 6–1, 9–8(5), 6–3.

### Singolare femminile
Billie Jean King ha battuto in finale  Chris Evert con il punteggio di 6–0, 7–5.

### Doppio maschile
Jimmy Connors /  Ilie Năstase hanno battuto in finale  John Cooper /  Neale Fraser con il punteggio di 3–6, 6–3, 6–4, 8–9(3), 6–1.

### Doppio femminile
Rosie Casals /  Billie Jean King hanno battuto in finale  Françoise Dürr /  Betty Stöve con il punteggio di 6–1, 4–6, 7–5.

### Doppio misto
Billie Jean King /  Owen Davidson hanno battuto in finale  Janet Newberry /  Raúl Ramírez con il punteggio di 6–3, 6–2.

## Junior

### Singolare ragazzi
Billy Martin ha battuto in finale  Colin Dowdeswell con il punteggio di 6–2, 6–4.

### Singolare ragazze
Ann Kiyomura ha battuto in finale  Martina Navrátilová con il punteggio di 6–4, 7–5.